# Frans Körver
Frans Körver (provincia de Limburgo, Países Bajos; 31 de julio de 1937 – 14 de diciembre de 2024) fue un futbolista y entrenador de fútbol neerlandés que jugó en la posición de guardameta.

## Carrera

### Jugador
| Periodo   | Club           |
| --------- | -------------- |
| 1956–1957 | SV Schinnen    |
| 1957–1961 | Sittardia      |
| 1961–1974 | MVV Maastricht |

### Entrenador
| Periodo   | Club            |
| --------- | --------------- |
| 1974–1977 | KSK Tongeren    |
| 1977–1980 | FC Wageningen   |
| 1980-1984 | Fortuna Sittard |
| 1984      | FC Dordrecht    |
| 1984–1986 | Roda JC         |
| 1986–1989 | MVV Maastricht  |
| 1989–1992 | Helmond Sport   |
| 1992–1994 | VVV-Venlo       |
| 1994-1995 | de Graafschap   |
| 1995–1998 | MVV Maastricht  |
| 1999–2002 | Wlhelmina '08   |
| 2006-2007 | Fortuna Sittard |
| 2010-2012 | RKVV Maasbracht |

## Logros
- Copa Intertoto (1): 1970.[7]

## Reconocimientos
Actualmente es el único entrenador que ha dirigido a los cuatro equipos de fútbol profesional de la provincia de Limburgo.